# Tecno-thriller

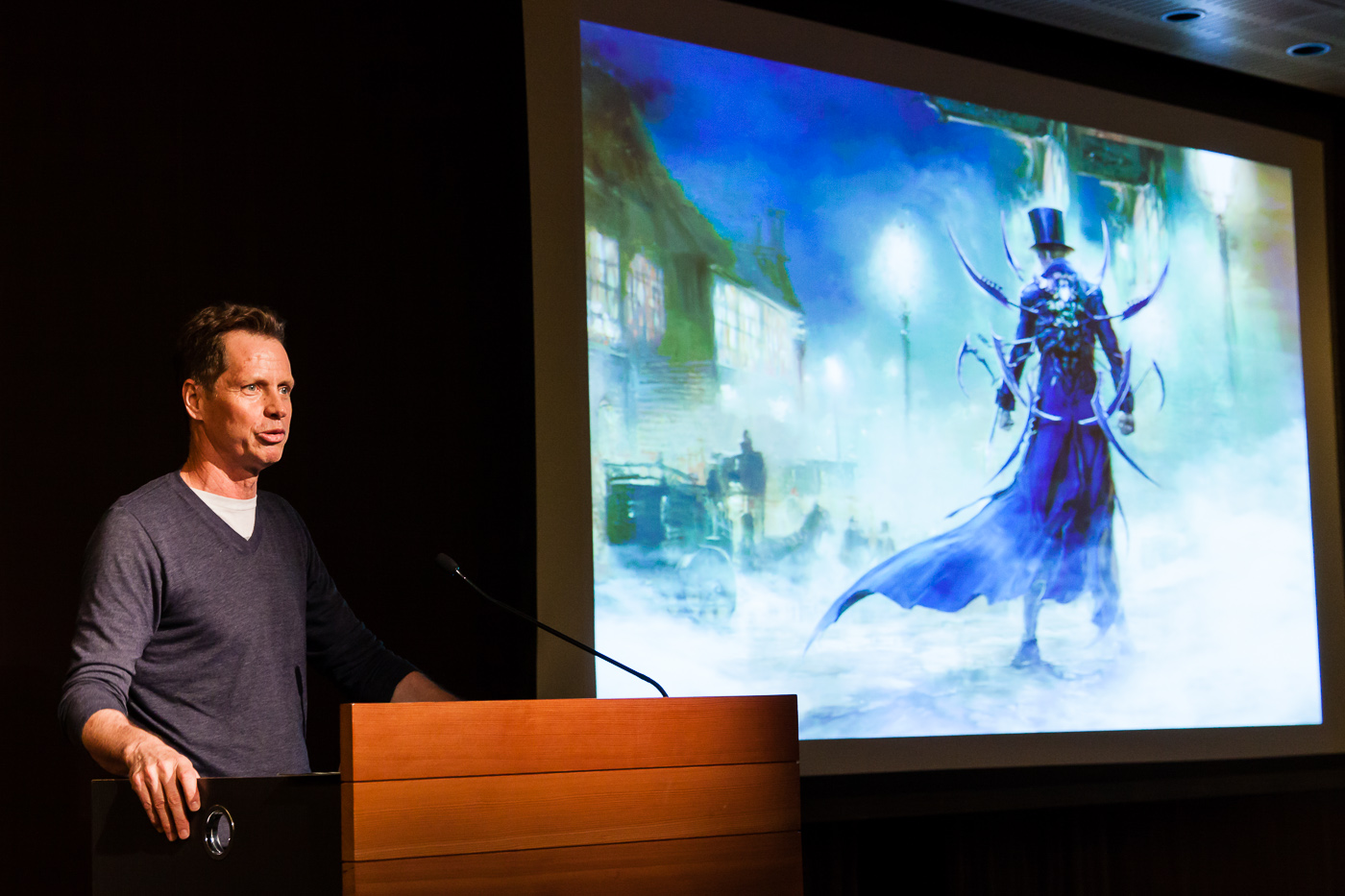
Tecno-Thriller

El techno-thriller, techno-suspense (ambos términos procedentes del inglés), tecnosuspense o tecnosuspenso (en ciertos países de Hispanoamérica), es un género híbrido que mezcla la aventura de los protagonistas con explicaciones científicas, extremadamente cuidadosas, que sirve a la trama para desarrollar la acción. El techno-thriller en muchas ocasiones acompaña a géneros de espionaje de suspenso, guerra o ciencia ficción. Incluyendo una cantidad desproporcionada de detalles técnicos, en comparación con los otros géneros. Solamente la ciencia ficción se acerca a un nivel comparable de detalles sobre el equipamiento tecnológico.

## Características
El techno-thriller procura ser amplio y minucioso en el relato, que puede ser mostrado a menudo como ficción especulativa contemporánea. Los conflictos mundiales son un tema común, donde el techno-thriller muy a menudo fusiona los hechos con la ciencia ficción de un futuro cercano. El género es algo difuso, principalmente porque nunca se debe usar solo, cualquier género en el que se haga uso de explicaciones científicas aparentemente lógicas para desarrollar la trama puede considerarse techno-thriller.

## Historia, máximos exponentes
Michael Crichton es considerado el padre del género, su novela La amenaza de Andrómeda, publicada en 1969, combina elementos de ciencia ficción dura y novela policíaca en un contexto de thrillers, y representa el inicio consolidado del género. Crichton afirmó haber continuado la tradición de los autores de una incipiente novela de tecnosuspense que le precedieron como Peter George y su Alerta Roja (1958), Richard Condon y el Candidato de Manchuria (1959), Eugene Burdick y Harvey Wheeler, entre otros, así como las adaptaciones al cine de las mismas. Nigel Balchin también escribió novelas similares en la década de los cuarenta. No obstante, no es una tendencia tan voluminosa, generalizada y constante como la de Michael.
En 1977 Firefox, de Craig Thomas, es uno del primeros techno-thriller militares (obviando La amenaza de Andrómeda), aunque estaba firmemente arraigado en el espionaje de en la guerra fría; Tom Clancy, quien definió a Crichton como el padre del techno-thriller, es considerado como el padre del «techno-thriller moderno».

## Escritores y novelas destacadas
- Tom Clancy
  - La caza del Octubre Rojo
  - Red Storm Rising
  - Rainbow Six

- Michael Crichton
  - La amenaza de Andrómeda (astrobiología, microbiología, virus, ciencia y tecnología aeroespacial y militar).
  - Congo (biología, antropología, lengua de signos, telecomunicaciones)
  - Esfera (Psicología, astrobiología, investigación)
  - Parque Jurásico (Paleontología, biotecnología, genética, clonación)
  - Sol naciente (policiaca, empresas de tecnología y videovigilancia)
  - El mundo perdido (segunda entrega de Parque Jurásico)
  - Punto crítico (ciencia aeronáutica, ingeniería, negocios y periodismo)
  - Rescate en el tiempo (física cuántica)
  - Presa (nanotecnología)
  - Estado de miedo (política, meteorología, ecología y terrorismo)
  - Next (Genética)
  - Latitudes piratas (2009)

- Larry Bond
  - Red Phoenix
  - Vortex
  - Cauldron

- Patrick Robinson
  - Nimitz Class
  - Kilo Class
  - H.M.S. Unseen
  - U.S.S. Seawolf
  - The Shark Mutiny
  - Barracuda 945
  - Scimitar SL-2
  - Hunter Killer

- Dan Brown
  - El símbolo perdido (ciencias noéticas, pseudohistoria, física, teología, informática, política, teoría de conspiración)
  - El código Da Vinci (historia del arte, pseudohistoria, política, teología, teoría de conspiración; aunque es su obra más famosa es la que menos elementos de tecno-thriller posee)
  - Ángeles y demonios (física cuántica, teoría de conspiración, Teología, Pseudohistoria)
  - La conspiración (Física, Paleontología, Astrobiología, Política, Biología marina, Química. teoría de conspiración, Tecnología militar)
  - La fortaleza digital (Informática, Política, Análisis de sistemas, Criptografía, Lingüística)

- Eric L. Harry
  - Arc Light

- Philip Kerr
  - The Grid
  - Una investigación filosófica
  - El segundo ángel

- Douglas Preston y Lincoln Child
  - El ídolo perdido
  - Más allá del hielo
  - Nivel 5
  - La ciudad sagrada
  - Los asesinatos de Manhattan
  - Naturaleza muerta
  - La mano del diablo
  - La danza de la muerte
  - El libro de los muertos

- James Phelan
- Clive Cussler
- James H. Cobb
- Harold Coyle

- Caleb Carr
  - Killing Time

- Ralph Peters
  - Red Army
  - The War in 2020
  - Dead Hand

- Leonard Crane
  - Ninth Day of Creation

- Matthew Reilly
  - Ice Station
  - Area 7
  - Scarecrow

- James Rollins
  - The Judas Strain
  - Black Order
  - El sarcófago de los reyes
  - La ciudad perdida
  - Ice Hunt
  - Amazonia
  - Deep Fathom
  - Excavation
  - Subterranean

- Jake Thoene

- Bill DeSmedt
  - Singularity
- Neal Stephenson
  - Criptonomicón
- Adam Fawer
  - Improbable (el teorema)

- José Luis Peñalver
  - El código sináptico
  - 77 grados Kelvin

- Mark Russinovich
  - Zero Day
  - Trojan Horse
  - Rogue Code: A Novel
  - Operation Desolation: A Short Story